# Stig Sunner
Stig Arne Sunner, född 13 maj 1917 i S:t Lars församling, Linköping, Östergötlands län, död 3 juni 1980 i Södra Sandby, Malmöhus län, var en svensk kemist, verksam huvudsakligen vid Lunds universitet.
Stig Sunner var son till en folkskollärare. Han avlade studentexamen i Linköping 1935 och skrevs samma år in vid Lunds universitet, där han under studietiden var anställd vid universitetets instrumentmakeri. Sunner blev filosofie kandidat 1938, var extra ordinarie amanuens vid kemiska institutionen i Lund 1939–1941 och ordinarie 1941–1944. Han avlade filosofisk ämbetsexamen 1941 och filosofie licentiatexamen 1945 samt disputerade 1949 på avhandlingen Studies in combustion calorimetry applied to organo-sulphur compounds och blev docent i organisk kemi i Lund samma år. Sunner var därefter verksam vid AB Åkerlund & Rausing, Stora Kopparbergs bergslags AB:s centrallaboratorium i Falun och Statens naturvetenskapliga forskningsråd. Han utsågs 1956 till föreståndare för Termokemiska laboratoriet i Lund, utnämndes 1966 professor i termokemi vid Naturvetenskapliga forskningsrådet och var ordförande i styrelsen för Kemicentrum vid Lunds universitet 1967–1969. Sunner utnämndes till professor i termokemi vid Lunds universitet 1977.
Stig Sunner utnämndes 1965 till ledamot av Kungliga Ingenjörsvetenskapsakademien och 1966 till ledamot av Kungliga Fysiografiska Sällskapet i Lund. Han var ledamot av 1963 års universitets- och högskoleutredning.